# Cenk Tosun
Cenk Tosun (Wetzlar, 7 giugno 1991) è un calciatore tedesco naturalizzato turco, attaccante del Fenerbahçe e della nazionale turca.

## Biografia
È sposato con Ece Akgürbüz, dal loro matrimonio sono nati due figli, Arden e Alin.

## Caratteristiche tecniche
Gioca prevalentemente come punta centrale,  ambidestro ed abile finalizzatore, oltre alle sue abilità di posizionamento è dotato anche di potenza di tiro che combina con un buon dinamismo dove può svariare su tutto il fronte d'attacco, è pure un buon tiratore di testa, tra l'altro è abile nel segnare pure su penalty possiede inoltre ottime doti acrobatiche e tecniche.

## Carriera

### Club

#### Gli inizi in Germania con l'Eintracht Francoforte
Ha esordito in Bundesliga l'8 maggio 2010 nella gara contro il Wolfsburg, subentrando al 75º di gioco al posto di Martin Fenin.

#### Il passaggio in Turchia al Gaziantepspor
Il 29 gennaio 2011 passa ai turchi del Gaziantepspor. Nei quarti di finale della Coppa di Turchia, con una doppietta è decisivo nella vittoria per 3-2 contro il Galatasaray. Tra la 22ª e la 23ª giornata realizza due doppiette consecutive in campionato, chiudendo l'annata con 10 reti in 14 partite di campionato.

#### Beşiktaş
Il 4 febbraio 2014 (in scadenza a giugno a parametro zero) si accorda con il Beşiktaş, tuttavia continuando a giocare fino al termine della stagione con il Gaziantepspor.

#### Everton
Il 5 gennaio 2018 si trasferisce in Premier League, venendo acquistato per una cifra attorno ai 30 milioni di euro dai Toffees firmando un contratto fino al giugno 2022. il 13 gennaio fa il suo esordio in campionato giocando da titolare nella partita di campionato in trasferta persa 4-0 contro il Tottenham Hotspur. Il 3 marzo seguente segna la rete del provvisorio 0-1 nella partita persa 2-1 in trasferta contro il Burnley. Il 17 marzo realizza la sua prima doppietta in campionato, con la maglia dei Toffees nella vittoriosa trasferta per 2-1 contro lo Stoke City.

### Nazionale

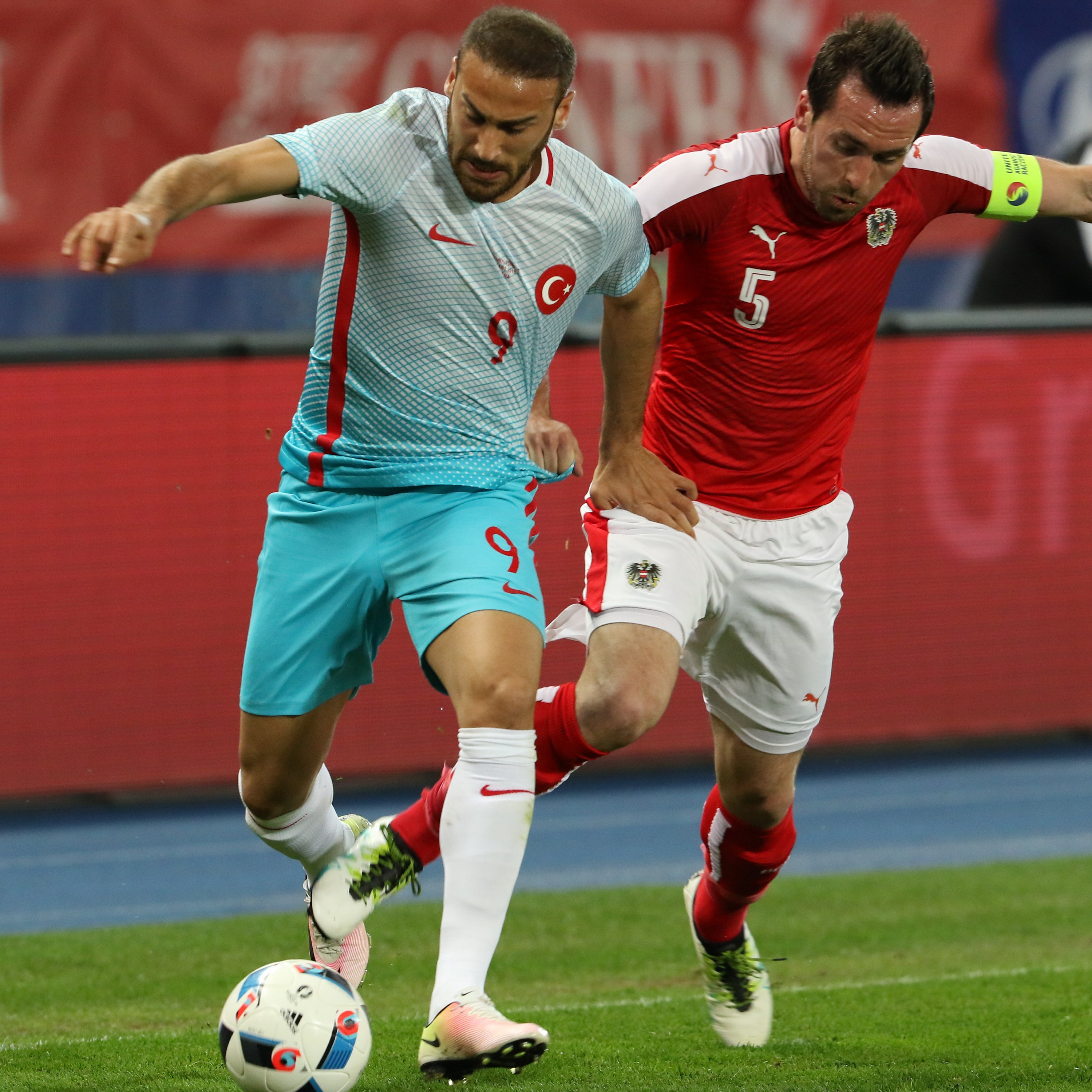
Cenk Tosun con la maglia della nazionale turca nel 2016.

Nel novembre 2010, dopo aver vestito più volte la maglia delle rappresentative tedesche giovanili, gioca due partite con l'Under-21 tedesca, realizzando una rete.
Il 25 febbraio 2010 annuncia di voler giocare con la nazionale turca, tra il 2011 e il 2015 ha giocato con la nazionale turca Under-23 e inoltre nel 2012 ha collezionato due presenze con la maglia della nazionale Turca Under-21.
il 15 ottobre 2013 fa il suo debutto con la nazionale turca entrando al 74º al posto di Selçuk İnan nella partita tra Turchia-Olanda terminata (0-2).
Viene convocato per gli Europei 2016 in Francia, trascina la sua nazionale ai successivi Europei 2020 con 5 gol nel girone di qualificazione.
Ottiene nuovamente la convocazione, per giocare negli Europei 2024, Tosun segna la rete del 2-1 battendo la Repubblica Ceca.

## Statistiche

### Presenze e reti nei club
Statistiche aggiornate al 7 novembre 2024.
| Stagione                     | Squadra                      | Campionato                   | Campionato | Campionato | Coppe nazionali | Coppe nazionali | Coppe nazionali | Coppe continentali | Coppe continentali | Coppe continentali | Altre coppe | Altre coppe | Altre coppe | Totale | Totale |
| Stagione                     | Squadra                      | Comp                         | Pres       | Reti       | Comp            | Pres            | Reti            | Comp               | Pres               | Reti               | Comp        | Pres        | Reti        | Pres   | Reti   |
| ---------------------------- | ---------------------------- | ---------------------------- | ---------- | ---------- | --------------- | --------------- | --------------- | ------------------ | ------------------ | ------------------ | ----------- | ----------- | ----------- | ------ | ------ |
| 2009-2010                    | Eintracht Francoforte        | BL                           | 1          | 0          | CG              | 0               | 0               | -                  | -                  | -                  | -           | -           | -           | 1      | 0      |
| 2010-gen. 2011               | Eintracht Francoforte        | BL                           | 0          | 0          | CG              | 0               | 0               | -                  | -                  | -                  | -           | -           | -           | 0      | 0      |
| Totale Eintracht Francoforte | Totale Eintracht Francoforte | Totale Eintracht Francoforte | 1          | 0          |                 | 0               | 0               |                    | -                  | -                  |             | -           | -           | 1      | 0      |
| gen.-giu. 2011               | Gaziantepspor                | SL                           | 14         | 10         | TK              | 4               | 2               | -                  | -                  | -                  | -           | -           | -           | 18     | 12     |
| 2011-2012                    | Gaziantepspor                | SL                           | 32         | 6          | TK              | 1               | 1               | UEL                | 4                  | 0                  | -           | -           | -           | 37     | 7      |
| 2012-2013                    | Gaziantepspor                | SL                           | 32         | 10         | TK              | 3               | 1               | -                  | -                  | -                  | -           | -           | -           | 35     | 11     |
| 2013-2014                    | Gaziantepspor                | SL                           | 31         | 13         | TK              | 1               | 1               | -                  | -                  | -                  | -           | -           | -           | 32     | 14     |
| Totale Gaziantepspor         | Totale Gaziantepspor         | Totale Gaziantepspor         | 109        | 39         |                 | 9               | 5               |                    | 4                  | 0                  |             | -           | -           | 122    | 44     |
| 2014-2015                    | Beşiktaş                     | SL                           | 18         | 5          | TK              | 2               | 3               | UCL+UEL            | 4+4                | 0+1                | -           | -           | -           | 28     | 9      |
| 2015-2016                    | Beşiktaş                     | SL                           | 29         | 8          | TK              | 8               | 7               | UEL                | 6                  | 2                  | -           | -           | -           | 43     | 17     |
| 2016-2017                    | Beşiktaş                     | SL                           | 33         | 20         | TK              | 1               | 0               | UCL+UEL            | 6+6                | 1+3                | ST          | 1           | 0           | 47     | 24     |
| 2017-gen. 2018               | Beşiktaş                     | SL                           | 16         | 8          | TK              | 1               | 1               | UCL                | 6                  | 4                  | ST          | 1           | 1           | 24     | 14     |
| gen.-giu. 2018               | Everton                      | PL                           | 14         | 5          | FACup+CdL       | -               | -               | -                  | -                  | -                  | -           | -           | -           | 14     | 5      |
| 2018-2019                    | Everton                      | PL                           | 25         | 3          | FACup+CdL       | 2+2             | 1+0             | -                  | -                  | -                  | -           | -           | -           | 29     | 4      |
| 2019-gen. 2020               | Everton                      | PL                           | 5          | 1          | FACup+CdL       | 0+3             | 0               | -                  | -                  | -                  | -           | -           | -           | 8      | 1      |
| gen.-giu. 2020               | Crystal Palace               | PL                           | 5          | 1          | FACup+CdL       | -               | -               | -                  | -                  | -                  | -           | -           | -           | 5      | 1      |
| 2020-gen. 2021               | Everton                      | PL                           | 5          | 0          | FACup+CdL       | 1+1             | 1+0             | -                  | -                  | -                  | -           | -           | -           | 7      | 1      |
| gen.-giu. 2021               | Beşiktaş                     | SL                           | 3          | 3          | TK              | 1               | 0               | -                  | -                  | -                  | -           | -           | -           | 4      | 3      |
| 2021-2022                    | Everton                      | PL                           | 1          | 0          | FACup+CdL       | 2+0             | 0               | -                  | -                  | -                  | -           | -           | -           | 3      | 0      |
| Totale Everton               | Totale Everton               | Totale Everton               | 50         | 9          |                 | 11              | 2               |                    | -                  | -                  |             | -           | -           | 61     | 11     |
| 2022-2023                    | Beşiktaş                     | SL                           | 32         | 15         | TK              | 2               | 3               | -                  | -                  | -                  | -           | -           | -           | 34     | 18     |
| 2023-2024                    | Beşiktaş                     | SL                           | 34         | 6          | TK              | 5               | 3               | UECL               | 8                  | 2                  | -           | -           | -           | 47     | 11     |
| Totale Beşiktaş              | Totale Beşiktaş              | Totale Beşiktaş              | 165        | 65         |                 | 20              | 17              |                    | 40                 | 13                 |             | 2           | 1           | 227    | 96     |
| 2024-2025                    | Fenerbahçe                   | SL                           | 3          | 0          | TK              | 0               | 0               | UCL+UEL            | 2+2                | 0                  | -           | -           | -           | 7      | 0      |
| Totale carriera              | Totale carriera              | Totale carriera              | 333        | 114        |                 | 40              | 24              |                    | 48                 | 13                 |             | 2           | 1           | 423    | 152    |

### Cronologia presenze e reti in nazionale
| Cronologia completa delle presenze e delle reti in nazionale ― Turchia | Cronologia completa delle presenze e delle reti in nazionale ― Turchia | Cronologia completa delle presenze e delle reti in nazionale ― Turchia | Cronologia completa delle presenze e delle reti in nazionale ― Turchia | Cronologia completa delle presenze e delle reti in nazionale ― Turchia | Cronologia completa delle presenze e delle reti in nazionale ― Turchia | Cronologia completa delle presenze e delle reti in nazionale ― Turchia | Cronologia completa delle presenze e delle reti in nazionale ― Turchia |
| Data                                                                   | Città                                                                  | In casa                                                                | Risultato                                                              | Ospiti                                                                 | Competizione                                                           | Reti                                                                   | Note                                                                   |
| ---------------------------------------------------------------------- | ---------------------------------------------------------------------- | ---------------------------------------------------------------------- | ---------------------------------------------------------------------- | ---------------------------------------------------------------------- | ---------------------------------------------------------------------- | ---------------------------------------------------------------------- | ---------------------------------------------------------------------- |
| 15-10-2013                                                             | Istanbul                                                               | Turchia                                                                | 0 – 2                                                                  | Paesi Bassi                                                            | Qual. Mondiali 2014                                                    | -                                                                      | 74’                                                                    |
| 10-10-2015                                                             | Praga                                                                  | Rep. Ceca                                                              | 0 – 2                                                                  | Turchia                                                                | Qual. Euro 2016                                                        | -                                                                      | 64’ 84’                                                                |
| 13-10-2015                                                             | Konya                                                                  | Turchia                                                                | 1 – 0                                                                  | Islanda                                                                | Qual. Euro 2016                                                        | -                                                                      | 72’ 86’                                                                |
| 13-11-2015                                                             | Doha                                                                   | Qatar                                                                  | 1 – 2                                                                  | Turchia                                                                | Amichevole                                                             | 1                                                                      | 83’                                                                    |
| 17-11-2015                                                             | Istanbul                                                               | Turchia                                                                | 0 – 0                                                                  | Grecia                                                                 | Amichevole                                                             | -                                                                      | 64’                                                                    |
| 24-3-2016                                                              | Adalia                                                                 | Turchia                                                                | 2 – 1                                                                  | Svezia                                                                 | Amichevole                                                             | 2                                                                      | 82’                                                                    |
| 29-3-2016                                                              | Vienna                                                                 | Austria                                                                | 1 – 2                                                                  | Turchia                                                                | Amichevole                                                             | -                                                                      | 86’                                                                    |
| 29-5-2016                                                              | Adalia                                                                 | Turchia                                                                | 1 – 0                                                                  | Montenegro                                                             | Amichevole                                                             | -                                                                      | 70’                                                                    |
| 22-5-2016                                                              | Manchester                                                             | Inghilterra                                                            | 2 – 1                                                                  | Turchia                                                                | Amichevole                                                             | -                                                                      |                                                                        |
| 12-6-2016                                                              | Parigi                                                                 | Turchia                                                                | 0 – 1                                                                  | Croazia                                                                | Euro 2016 - 1º turno                                                   | -                                                                      | 31’ 69’                                                                |
| 21-6-2016                                                              | Lens                                                                   | Rep. Ceca                                                              | 0 – 2                                                                  | Turchia                                                                | Euro 2016 - 1º turno                                                   | -                                                                      | 90’                                                                    |
| 31-8-2016                                                              | Adalia                                                                 | Turchia                                                                | 0 – 0                                                                  | Russia                                                                 | Amichevole                                                             | -                                                                      | 62’                                                                    |
| 5-9-2016                                                               | Zagabria                                                               | Croazia                                                                | 1 – 1                                                                  | Turchia                                                                | Qual. Mondiali 2018                                                    | -                                                                      | 71’ 90+3’                                                              |
| 6-10-2016                                                              | Konya                                                                  | Turchia                                                                | 2 – 2                                                                  | Ucraina                                                                | Qual. Mondiali 2018                                                    | -                                                                      |                                                                        |
| 9-10-2016                                                              | Reykjavík                                                              | Islanda                                                                | 2 – 0                                                                  | Turchia                                                                | Qual. Mondiali 2018                                                    | -                                                                      | 59’                                                                    |
| 12-11-2016                                                             | Adalia                                                                 | Turchia                                                                | 2 – 0                                                                  | Kosovo                                                                 | Qual. Mondiali 2018                                                    | -                                                                      | 87’                                                                    |
| 24-3-2017                                                              | Adalia                                                                 | Turchia                                                                | 2 – 0                                                                  | Finlandia                                                              | Qual. Mondiali 2018                                                    | 2                                                                      | 84’                                                                    |
| 27-3-2017                                                              | Eskişehir                                                              | Turchia                                                                | 3 – 1                                                                  | Moldavia                                                               | Amichevole                                                             | -                                                                      | 83’                                                                    |
| 5-6-2017                                                               | Skopje                                                                 | Macedonia                                                              | 0 – 0                                                                  | Turchia                                                                | Amichevole                                                             | -                                                                      | 62’                                                                    |
| 2-9-2017                                                               | Charkiv                                                                | Ucraina                                                                | 2 – 0                                                                  | Turchia                                                                | Qual. Mondiali 2018                                                    | -                                                                      |                                                                        |
| 5-9-2017                                                               | Eskişehir                                                              | Turchia                                                                | 1 – 0                                                                  | Croazia                                                                | Qual. Mondiali 2018                                                    | 1                                                                      | 9’                                                                     |
| 6-10-2017                                                              | Eskişehir                                                              | Turchia                                                                | 0 – 3                                                                  | Islanda                                                                | Qual. Mondiali 2018                                                    | -                                                                      |                                                                        |
| 9-10-2017                                                              | Turku                                                                  | Finlandia                                                              | 2 – 2                                                                  | Turchia                                                                | Qual. Mondiali 2018                                                    | 2                                                                      |                                                                        |
| 9-11-2017                                                              | Cluj-Napoca                                                            | Romania                                                                | 2 – 0                                                                  | Turchia                                                                | Amichevole                                                             | -                                                                      |                                                                        |
| 13-11-2017                                                             | Adalia                                                                 | Turchia                                                                | 2 – 3                                                                  | Albania                                                                | Amichevole                                                             | -                                                                      | 77’                                                                    |
| 23-3-2018                                                              | Adalia                                                                 | Turchia                                                                | 1 – 0                                                                  | Irlanda                                                                | Amichevole                                                             | -                                                                      | 64’                                                                    |
| 27-3-2018                                                              | Podgorica                                                              | Montenegro                                                             | 2 – 2                                                                  | Turchia                                                                | Amichevole                                                             | -                                                                      | 76’                                                                    |
| 28-5-2018                                                              | Istanbul                                                               | Turchia                                                                | 2 – 1                                                                  | Iran                                                                   | Amichevole                                                             | 2                                                                      |                                                                        |
| 1-6-2018                                                               | Ginevra                                                                | Tunisia                                                                | 2 – 2                                                                  | Turchia                                                                | Amichevole                                                             | 1                                                                      | Cap. 60’                                                               |
| 7-9-2018                                                               | Trebisonda                                                             | Turchia                                                                | 1 – 2                                                                  | Russia                                                                 | UEFA Nations League 2018-2019 - 1º turno                               | -                                                                      |                                                                        |
| 10-9-2018                                                              | Solna                                                                  | Svezia                                                                 | 2 – 3                                                                  | Turchia                                                                | UEFA Nations League 2018-2019 - 1º turno                               | -                                                                      |                                                                        |
| 11-10-2018                                                             | Rize                                                                   | Turchia                                                                | 0 – 0                                                                  | Bosnia ed Erzegovina                                                   | Amichevole                                                             | -                                                                      | 46’                                                                    |
| 14-10-2018                                                             | Soči                                                                   | Russia                                                                 | 2 – 0                                                                  | Turchia                                                                | UEFA Nations League 2018-2019 - 1º turno                               | -                                                                      | 54’                                                                    |
| 17-11-2018                                                             | Eskişehir                                                              | Turchia                                                                | 0 – 1                                                                  | Svezia                                                                 | UEFA Nations League 2018-2019 - 1º turno                               | -                                                                      |                                                                        |
| 20-11-2018                                                             | Adalia                                                                 | Turchia                                                                | 0 – 0                                                                  | Ucraina                                                                | Amichevole                                                             | -                                                                      | 46’                                                                    |
| 22-3-2019                                                              | Scutari                                                                | Albania                                                                | 0 – 2                                                                  | Turchia                                                                | Qual. Euro 2020                                                        | -                                                                      | 30’                                                                    |
| 25-3-2019                                                              | Eskişehir                                                              | Turchia                                                                | 4 – 0                                                                  | Moldavia                                                               | Qual. Euro 2020                                                        | 2                                                                      |                                                                        |
| 30-5-2019                                                              | Antalya                                                                | Turchia                                                                | 2 – 1                                                                  | Grecia                                                                 | Amichevole                                                             | -                                                                      | Cap. 55’                                                               |
| 7-9-2019                                                               | Istanbul                                                               | Turchia                                                                | 1 – 0                                                                  | Andorra                                                                | Qual. Euro 2020                                                        | -                                                                      |                                                                        |
| 10-9-2019                                                              | Chișinău                                                               | Moldavia                                                               | 0 – 4                                                                  | Turchia                                                                | Qual. Euro 2020                                                        | 2                                                                      | Cap.                                                                   |
| 11-10-2019                                                             | Istanbul                                                               | Turchia                                                                | 1 – 0                                                                  | Albania                                                                | Qual. Euro 2020                                                        | 1                                                                      |                                                                        |
| 14-10-2019                                                             | Saint-Denis                                                            | Francia                                                                | 1 – 1                                                                  | Turchia                                                                | Qual. Euro 2020                                                        | -                                                                      | 81’ 85’                                                                |
| 11-11-2020                                                             | Istanbul                                                               | Turchia                                                                | 3 – 3                                                                  | Croazia                                                                | Amichevole                                                             | 1                                                                      | Cap. 63’                                                               |
| 15-11-2020                                                             | Istanbul                                                               | Turchia                                                                | 3 – 2                                                                  | Russia                                                                 | UEFA Nations League 2020-2021 - 1º turno                               | 1                                                                      | Cap. 55’ 80’                                                           |
| 18-11-2020                                                             | Budapest                                                               | Ungheria                                                               | 2 – 0                                                                  | Turchia                                                                | UEFA Nations League 2020-2021 - 1º turno                               | -                                                                      | Cap. 71’                                                               |
| 16-11-2022                                                             | Diyarbakır                                                             | Turchia                                                                | 2 – 1                                                                  | Scozia                                                                 | Amichevole                                                             | -                                                                      | 68’                                                                    |
| 19-11-2022                                                             | Gaziantep                                                              | Turchia                                                                | 2 – 1                                                                  | Rep. Ceca                                                              | Amichevole                                                             | -                                                                      | 68’                                                                    |
| 25-3-2023                                                              | Erevan                                                                 | Armenia                                                                | 1 – 2                                                                  | Turchia                                                                | Qual. Euro 2024                                                        | -                                                                      | 46’                                                                    |
| 28-3-2023                                                              | Bursa                                                                  | Turchia                                                                | 0 – 2                                                                  | Croazia                                                                | Qual. Euro 2024                                                        | -                                                                      | 81’                                                                    |
| 15-10-2023                                                             | Konya                                                                  | Turchia                                                                | 4 – 0                                                                  | Lettonia                                                               | Qual. Euro 2024                                                        | 2                                                                      | 75’                                                                    |
| 10-6-2024                                                              | Varsavia                                                               | Polonia                                                                | 2 – 1                                                                  | Turchia                                                                | Amichevole                                                             | -                                                                      | 82’                                                                    |
| 26-6-2024                                                              | Amburgo                                                                | Rep. Ceca                                                              | 1 – 2                                                                  | Turchia                                                                | Euro 2024 - 1º turno                                                   | 1                                                                      | 75’                                                                    |
| 6-7-2024                                                               | Berlino                                                                | Paesi Bassi                                                            | 2 – 1                                                                  | Turchia                                                                | Euro 2024 - Quarti di finale                                           | -                                                                      | 82’ 90+3’                                                              |
| Totale                                                                 |                                                                        | Presenze                                                               | 53                                                                     |                                                                        | Reti (4º posto)                                                        | 21                                                                     |                                                                        |

## Palmarès

### Club

#### Competizioni nazionali
- Campionato turco: 3

Besiktas: 2015-2016, 2016-2017, 2020-2021
- Coppa di Turchia: 2

Beşiktaş: 2020-2021, 2023-2024